# Рушув-Кольонія
Рушув-Кольонія (пол. Ruszów-Kolonia) — село в Польщі, у гміні Лабуне Замойського повіту Люблінського воєводства.
Населення — 174 особи (2011).
У 1975-1998 роках село належало до Замойського воєводства.

## Демографія
Демографічна структура станом на 31 березня 2011 року:
|          | Загалом | Допрацездатний вік | Працездатний вік | Постпрацездатний вік |
| -------- | ------- | ------------------ | ---------------- | -------------------- |
| Чоловіки | 86      | 18                 | 60               | 8                    |
| Жінки    | 88      | 19                 | 53               | 16                   |
| Разом    | 174     | 37                 | 113              | 24                   |